# John Coltrane
John William Coltrane, còn được nhắc đến với tên "Trane" (23 tháng 9 năm 1926 – 17 tháng 7 năm 1967), là một nhạc công saxophone và nhà soạn nhạc jazz. Vào khoảng thời gian đầu sự nghiệp, Coltrane chủ yếu chơi bebop và hard bop, ông tiên phong việc dùng mode trong jazz và sau đó trở thành một gương mặt lớn của free jazz. Trong suốt sự nghiệp, Coltrane đã hoàn thành ít nhất năm mươi album với vai trò chỉ huy (leader), và góp mặt trong rất nhiều album của các nhạc sĩ khác, như nhạc công trumpet Miles Davis và nghệ sĩ piano Thelonious Monk.
Coltrane đã ảnh hưởng lên vô số nhạc sĩ, và là một trong những nhạc công saxophone đáng chú ý nhất trong lịch sử âm nhạc. Ông nhận được nhiều giải thưởng và sự công nhận sau khi mất, gồm cả việc tuyên thánh bởi African Orthodox Church với tên Saint John William Coltrane và một giải thưởng đặc biệt của Pulitzer Prize năm 2007. Vợ thứ hai Alice Coltrane và con trai Ravi Coltrane của ông cũng là những nhạc sĩ jazz danh tiếng.

## Đĩa nhạc
Danh sách đĩa nhạc bên dưới chỉ liệt kê những album của Coltrane mà ông có vai trò như chỉ huy và có được sự chấp thuận phát hành của ông. Không có mặt những album mà ông chỉ có vai trò phụ, nhạc phẩm được tập hợp thành album bởi nhiều hãng đĩa sau khi hợp đồng thu âm hết hạng, nhạc phẩm mà Coltrane có vai trò phụ sau đó được tái phát hành với tên ông nổi bật hơn, và album tổng hợp sau khi mất (trừ một album mà ông đã chấp thuận trước đó).

### Prestige và Blue Note Records
- Coltrane (LP solo đầu tay) (1957)
- Blue Train (1957)
- John Coltrane with the Red Garland Trio (1958)
- Soultrane (1958)

### Atlantic Records
- Giant Steps (album đầu tiên gồm toàn những nhạc phẩm được soạn bởi Coltrane) (1960)
- Coltrane Jazz (lần góp mặt đầu tiên của McCoy Tyner và Elvin Jones) (1961)
- My Favorite Things (1961)
- Olé Coltrane (với Eric Dolphy, soạn bởi Coltrane và Tyner) (1961)

### Impulse! Records
- Africa/Brass (kèn đồng được soạn bởi Tyner and Dolphy) (1961)
- Live! at the Village Vanguard (với Dolphy, sự góp mặt đầu tiên của Jimmy Garrison) (1962)
- Coltrane (album đầu tiên chỉ gồm "bộ tứ kinh điển") (1962)
- Duke Ellington & John Coltrane (1963)
- Ballads (1963)
- John Coltrane and Johnny Hartman (1963)
- Impressions (1963)
- Live at Birdland (1964)
- Crescent (1964)
- A Love Supreme (1965)
- The John Coltrane Quartet Plays (1965)
- Ascension (bộ tứ với những nhạc sĩ saxophone và bass khác, một track ứng tác dài 40 phút) (1966)
- New Thing at Newport (album trực tiếp với Archie Shepp) (1966)
- Kulu Sé Mama (1966)
- Meditations (bộ tứ cộng Pharoah Sanders và Rashied Ali) (1966)
- Live at the Village Vanguard Again! (1966)
- Expression (được phát hành sau khi Coltrane mất và album cuối cùng được ra mắt với sự chấp thuận của ông; Coltrane chơi sáo trên một track) (1967)